# Pet malih praščića
Pet malih praščića ili Ubojstvo u retrospektu (izdan 1943.) je kriminalistički roman "kraljice krimića" s Poirotom u glavnoj ulozi. 

## Radnja
Hercule Poirot daje novi uvid u zloglasni slučaj umorstva starog 14 godina. Caroline Crane bila je osuđena za umorstvo svog supruga i obješena. Njihova sada odrasla 21-godišnja kći se vraća iz Kanade i nakon što je upravo saznala istinu o svojim roditeljima, nagovara Poirota da preispita slučaj. Ali on uskoro otkriva da svjedoci nisu previše skloni kopanju po prošlosti...

## Dramatizacija
U dramu pod nazivom Vrati se natrag zbog ubojstva pretvorena je 1960., no bez Poirota.

## Ekranizacija
Ekraniziran je u devetoj sezoni (2003.–04.) TV serije Poirot s Davidom Suchetom u glavnoj ulozi.

## Poveznice
- Pet malih praščića  Arhivirana inačica izvorne stranice od 14. srpnja 2014. (Wayback Machine) na Agatha-Christie.net, najvećoj domaćoj stranici obožavatelja Agathe Christie